# 윤빈 (1614년)
윤빈(尹彬) 
봉림대군 사부. 충현서원 원장. 돈원서원 건립 주도
 조선 인조때 봉림대군(효종)사부를 지내고 효종원년 고감록(古鑑錄)을 지어 진찬하였다. 충남 공주에서 활동한 문신으로 향촌 흥학사興學史에 지대한 역량을 발휘하였다. 또한 효행이 뛰어나 윤빈정려가 공주시향토문화유적 11호 지정.
출생 - 사망
1614 - 1692년  
본  관 칠원
출생지 충남 청양군 목면 화양리
안  장 충남 청양군 청남면 중산리
본관은 칠원(漆原)이며, 충효공(尹桓: 고려조 문하시중)의 후손이다. 칠원윤씨의 세거지인 충청남도 청양군에서 윤수(尹脩)의 아들로 태어나 숙부인 윤건(尹建: 임난 호종공신))의 양자가 되었다. 공주목사(公州牧使)를 지낸 정유순(鄭惟醇)의 딸 동래정씨와 혼인하여 아들 형일(衡一). 형재(衡在)를 두었는데, 아들 대에 청양군에서 탄천면으로 이거 한 것으로 보인다. 
인조 때 봉림대군(효종)의 사부를 지냈으며, 1650년 陳疏와 『서전강목(書傳綱目)』, 『주자주차(朱子奏箚)』에서 치도(治道)에 관련한 글들을 모은 고감록(古鑑錄)』을 저술해 효종에게 바쳤다. 왕께서는 교훈으로 삼아 늘 잊지 않음을 다짐하며 가상히 여겨 호피를 하사하였다. 1725년(영조 1) 효행이 뛰어나 명정과 쌀 백석을 내려 기린 효심의 효자 윤빈정려(旌閭)가 세거지인 탄천면 송학리에 있으며, 그의 정려는 공주시 향토문화유적 제11호로 지정되어 있다. 
공주 충현서원(忠賢書院: 충남 최초의 서원)의 원장을 지냈으며, 1628년(인조 6) 황신(黃愼)을 배향하는 창강서원(滄江書院)에 주도적 역할을 하였으며, 1634년 돈암서원(遯巖書院) 건립에 공주 4인 대표로 주도적인 참여를 하여 돈암서원 문인록에 게재되었다. 인근 향촌에서 매우 비중 있는 교육 활동을 활발하게 전개하였다.  
정기精記 향토사학자 윤경수

참고문헌)
通訓大夫行講書院大君師傅公 尹彬 硏究(2021, 윤경수). 한국향토문화대자전.